# Anders Jallai
Andres Viktor (Anders) Jallai, född 24 mars 1960 i Hässelby, Stockholm, är en svensk pilot, projektledare och författare, bosatt på Östermalm. Han ledde sökandet efter den försvunna svenska DC-3:an i Östersjön 2003.

## Bakgrund
Anders Jallai gjorde sin militärtjänst som kustjägare och började därefter utbilda sig till militär flygförare. Som flygofficer i Flygvapnet flög han bland annat JA 37 Viggen. Han arbetar i dag inom civilflyget som flygkapten på SAS, skriver böcker på förlaget Lind & Co och forskar i underrättelsetjänstens historia.

## Försvunna vrak
Anders Jallai har drivit flera sökprojekt efter försvunna vrak. Han var en av dykarna som dök på Champagnevraket Jönköping 1997 på 64 meters djup utanför Åbo i Finland. Han ledde sökprojektet efter den sovjetiska ubåten S-7 som återfanns utanför Söderarm i Stockholms norra skärgård 1998.
Jallai ledde konsortiet som fann den försvunna svenska DC-3:an i Östersjön 2003. Han ledde även samtidigt sökandet efter Catalina-flygplanet som sköts ned 1952 och som hittades sommaren 2003 i närheten av färjan M/S Estonias förlisningsplats. I den senaste DC-3-haveriutredningen 2007 deltog Jallai som expert.